# Andreas von Jerin
Andreas von Jerin (* 1540 oder 1541 in der Donaustadt Riedlingen, Schwäbisch-Österreich; † 5. November 1596 in Neisse, Fürstentum Neisse) war Fürstbischof von Breslau und kaiserlicher Gesandter.

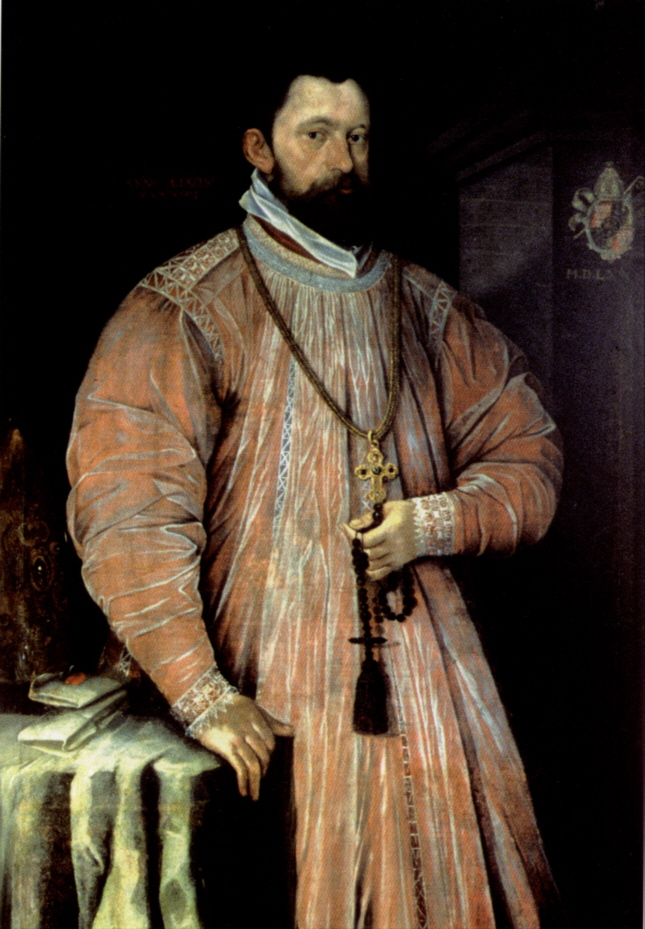
Andreas von Jerin um 1587

## Herkunft und Werdegang
Seine Eltern waren Ludwig Jerin, Ratsherr in Riedlingen, und Katharina, geb. Dietterlin. Ab 1559 studierte er an der Universität Dillingen, wo er 1563 das Baccalaureat sowie den Magistertitel erwarb. Als Erzieher der Brüder Gebhard und Christoph Truchseß von Waldburg setzte er 1563 sein Studium an der Universität Löwen fort und wurde im Oktober 1566 auf Empfehlung von Petrus Canisius als Alumne in das Collegium Germanicum et Hungaricum aufgenommen. Zwei Jahre später wurde er im Petersdom zum Priester geweiht. Anschließend war er bis 1570 Seelsorger der Schweizergarde. 1571 erfolgte die theologische Promotion an der Universität Bologna. Im gleichen Jahr übertrug ihm Kardinal Otto Truchseß von Waldburg die Dillinger Stadtpfarrei.
Bereits 1570 erhielt er ein Kanonikat an der Breslauer Kathedrale, an der er 1572 Domprediger wurde und Sitz und Stimme im Domkapitel erlangte. Gleichzeitig wurde ihm das Amt des Rektors am Breslauer Priesterseminar übertragen, das er jedoch, nachdem es 1575 nach Neisse verlegt wurde, niederlegen musste. Seit 1573 war er Kustos am Breslauer Kreuzstift, 1577 wurde er Breslauer Propst. 1575–1580 besaß er ein Kanonikat am Kollegiatstift in Neisse.
Am 29. September 1578 wurde er in Prag in den böhmischen Adelsstand erhoben. Für seine Verdienste als Kaiserlicher Gesandter in Polen folgte am 25. Februar 1583 durch Kaiser Rudolf II. die Erhebung in den rittermäßigen Reichs- und erbländisch-österreichischen Adelsstand.

## Fürstbischof von Breslau
Nach dem Tod des Breslauer Bischofs Martin von Gerstmann wählte das Domkapitel am 1. Juli 1585 Andreas von Jerin, den Kandidaten des Kaisers, zu dessen Nachfolger. Die Bischofsweihe erfolgte am 9. Februar 1586. Der Kaiser ernannte ihn gleichzeitig zum Oberlandeshauptmann von Schlesien.
Durch seine intensiven Kontakte zum Kaiserhof und zur Römischen Kurie konnte Jerin den Katholizismus in Schlesien stärken und sein Anliegen, das Erziehungswesen und die Priesterausbildung zu reformieren, durchsetzen. 1590 stiftete er das Pädagogium St. Andreas in Neisse, mit dem der Mangel an katholischen Beamten in der kirchlichen Verwaltung behoben werden sollte. 1592 hielt er eine Diözesansynode ab.
Seinen gegenreformatorischen Maßnahmen war allerdings wenig Erfolg beschieden. Seine Bemühungen, die Missions- und Bildungseinrichtungen der Jesuiten zu stärken, scheiterten am Widerstand der schlesischen Fürsten und Stände. 1595 mussten die Jesuiten Breslau verlassen.
Jerin war Rat des Erzherzogs Karl von Österreich sowie päpstlicher Pfalzgraf „Aulae Lateranensis comes palatinus“. Er war ein Förderer der Wissenschaften und Künste. Für den Breslauer Dom ließ er 1590 von Goldschmied Paul Nitsch (1548–1609) einen kostbaren silbernen Hochaltar anfertigen.
Mehrere seiner Verwandten und Landsleute waren höhere Beamte seiner Bistumsverwaltung oder hatten andere bedeutende Positionen inne, z. B.:
- Andreas von Jerin († 1622), Rat und Hofrichter in Neisse
- Philipp von Jerin († 1628), Kämmerer und Rat
- Bartholomäus von Jerin († 1613), Kanzler des Domkapitels in Breslau, päpstlicher Protonotar, Hofpfalzgraf
- Konstantin Magnus von Jerin (1600–1665), bischöflicher Landeshauptmann in Neisse und Hofrichter
- Paul Albert, Bischof von Breslau

Sie wurden als Schwabenpartei bezeichnet und brachten Jerin den Vorwurf des Nepotismus ein.
Jerin starb auf seinem Bischofshof in Neisse und wurde im Breslauer Dom bestattet. Das für ihn errichtete Epitaph mit Reliefbüste ist aus rotem Marmor.